# Премия Магеллана

Lyman James Briggs и Paul R. Heyl, 1922

Magellanic Premium (Премия Магеллана) — награда Американского философского общества, старейшая научная награда США.
Основана в 1786 году на 200 гиней, предоставленных Jean Hyacinthe de Magellan «для золотой медали, присуждаемой время от времени в установленные сроки, автору лучшего открытия или наиболее полезного изобретения в области навигации, астрономии или естественной философии (за исключением естественной истории)».
За 215 прошедших лет она присуждалась 32 раза: 12 раз в сфере навигации, столько же по естественной философии, и восемь раз — по астрономии.

## Лауреаты
…
- 1975 — Роберт Герман и Алфер, Ральф Ашер
- 1980 — Линдауэр, Мартин
- 1984 — J. Frank Jordon
- 1988 — George C. Weiffenbach и William H. Guier
- 1990 — Тейлор, Джозеф Хотон
- 1992 — Эдвард Стоун
- 1994 — Гордон Петтенгилл
- 1997 — Bradford Parkinson[англ.] и Роджер Истон
- 2000 — Джоселин Белл Бернелл
- 2002 — Фридман, Венди
- 2004 — Карлстром, Джон
- 2008 — Геллер, Маргарет
- 2014 — Тоомре, Алар
- 2018 — Фабер, Сандра[1], Джанотти, Фабиола
- 2021 — Сигер, Сара
- 2024 - Barbara Wold[англ.]*